# Sant Miquel de Toudell
Sant Miquel de Toudell és un edifici del municipi de Viladecavalls (Vallès Occidental) protegida com a bé cultural d'interès local.

## Descripció
Es tracta d'una església romànica d'una nau rectangular i absis semicircular. La nau està coberta per una volta de canó i l'absis, més baix i estret, té una coberta molt aplanada formant un arc carpanell. La teulada és a dues vessants i de teules àrabs; té escàs voladís i decoració de caps de teula al llarg de les cornises laterals sota la coberta. El parament és de pedres mal tallades i reble; solament les pedres cantoneres són carreus quasi ben escudejats. A la façana oest hi ha la porta d'entrada d'arc de mig punt fet amb grans dovelles, i per sobre hi ha una petita obertura que a la part exterior és rodona i a l'interior un quadrat amb una reixa. A la façana també hi ha un campanar d'espadanya de dos ulls que queda desplaçat cap a la dreta respecte a l'eix central; el campanar està coronat per una petita teulada a quatre vessants i sota el ràfec hi ha decoració de caps de teula i de dents de serra.
L'abis a l'exterior està decorat amb arquets cecs i bandes llombardes. La teulada, que segueix la forma semicircular de l'absis, té força voladís.
A l'exterior, i adossat a la façana principal, hi ha restes d'una portalada que sembla indicar l'accés d'una antiga entrada a un recinte tancat, possiblement l'antic cementiri.

## Història
Situada prop de la masia de Can Mir, des de Viladecavalls a Terrassa uns 4 quilòmetres cap a la dreta (posteriorment dins del Polígon Industrial de Can Mir).
El lloc de Toudell ja és esmentat al segle x. L'any 1157 Alegret de Toudell va fer donació de l'església de Sant Miquel a les de Sant Pere i Santa Maria d'Ègara. Més endavant fou parròquia de la quadra del mateix nom. L'any 1562 el terme de Terrassa es dividí en dues universitats o ajuntaments: Terrassa formada pel nucli urbà i la Universitat Forana de Terrassa formada per tot el terme, el qual incloïa set parròquies, entre les quals hi havia Sant Miquel de Toudell (Sant Pere de Terrassa, Sant Vicenç de Jonqueres, Sant Julià d'Altura, Sant Quirze de Terrassa, Sant Martí de Sorbet i Santa Maria i Sant Miquel de Toudell). Tenien, però, un batlle comú. L'any 1801 es varen independitzar totalment i va passar a tenir ajuntament propi, ubicat a Sant Pere. L'any 1848 la parròquia de Sant Miquel de Toudell se segregà de la de Sant Pere de Terrassa per integrar-se al de Viladecavalls.
L'església sofrí reformes en el segle xviii, especialment a la façana; en aquest moment es construí el campanar de cadireta. Amb el temps perdé el caràcter de parròquia. El cementiri del voltant va ser utilitzat fins a l'any 1874.